# أديب الجادر
أديب عزة الجادر هو سياسي واقتصادي عراقي، ذو توجه قومي ناصري، ولد في الموصل سنة 1922. أو سنة 1927.
درس الهندسة في إسطنبول، وتخرج سنة 1949، ثم التحق بكلية التجارة والاقتصاد في بغداد عام 1954.
عين مديرا لشؤون النفط، ثم انتخب نقيبا للمهندسين، ثم رئيسا لاتحاد الصناعات العراقية سنة 1963.
وفي عام 1964، شغل منصب عضو الرئاسة المشترك بين العراق ومصر، ثم شغل منصب وزير الصناعة في وزارة طاهر يحيى الثالثة سنة 1964، لكنه استقال في تموز 1965، استقال مع وزير الاقتصاد عبد العزيز الحافظ ووزير الشؤون البلدية والقروية فؤاد الركابي وغيرهم بسبب الاعتراض على رئيس الجمهورية عبد السلام عارف.
كما عين وزير اقتصاد في وزارة طاهر يحيى الرابعة سنة 1967.
ألقي عليه القبض بعد ثورة 17 تموز 1968، واتهم بالفساد، وأفرج عنه سنة 1969، وسافر إلى القاهرة، ثم عين مسؤلا في مؤتمر الأمم المتحدة للتجارة والتنمية (أونكتاد) في جنيف حتى تقاعده.
كما كان عضو في مجلس الإدارة في المنظمة العربية لمكافحة الفساد.
وكذلك كان عضوا في مجلس أمناء مركز دراسات الوحدة العربية ورئاسة المنظمة العربية لحقوق الإنسان الذي شارك في تأسيسها عام 1983 في ليماسول بقبرص، وقد كان عضو مجلس الأمناء ثم رئيس للمنظمة حتى سنة 1997، وشارك بجهود كبيرة في ترسيخ البنية المؤسساتية للمنظمة، وفي حصولها على الصفة الاستشارية بالأمم المتحدة في العام 1989، كما أدار مكتب المنظمة التمثيلي لدى الأمم المتحدة في جنيف.
رغم أنه انتمى للمعارضة العراقية التي ناهضت نظام حزب البعث في العراق، لكنه عارض العقوبات الاقتصادية على العراق ثم رفض الاحتلال، كذلك رفض تولي أي منصب بعد احتلال العراق.
زار العراق مرة واحدة بعد عام 2003.
توفي في جنيف في 10 آذار 2019.

## مؤلفاته
- خمسة مقالات في صناعة النفط[10]
- صناعة الغزل والنسيج في العراق[10]